# Ông Đình
Ông Đình là một xã thuộc huyện Khoái Châu, tỉnh Hưng Yên, Việt Nam.

## Địa lý
Xã Ông Đình nằm cách trung tâm huyện Khoái Châu 2 km về phía bắc, có vị trí địa lý:
- Phía đông và phía bắc giáp xã Tân Dân
- Phía tây giáp xã Dạ Trạch và xã Hàm Tử
- Phía nam giáp xã An Vĩ.

Xã Ông Đình có diện tích 3,15 km², dân số năm 2019 là 5.089 người, mật độ dân số đạt 1.618 người/km².

## Hành chính
Xã Ông Đình được chia thành 3 thôn: Tiền Phong, Hòa Bình, Thống Nhất.

## Lịch sử
Trước đây, Ông Đình là một xã thuộc huyện Châu Giang cũ.
Ngày 24 tháng 7 năm 1999, Chính phủ ban hành Nghị định số 60/1999/NĐ-CP về việc chuyển xã Ông Đình thuộc huyện Châu Giang cũ chuyển về huyện Khoái Châu mới tái lập quản lý.